# Artabotrys pallens
Artabotrys pallens este o specie de plante angiosperme din genul Artabotrys, familia Annonaceae, descrisă de Suzanne Ast. Conform Catalogue of Life specia Artabotrys pallens nu are subspecii cunoscute.